# Reprezentacja Chin w piłce nożnej kobiet
Reprezentacja Chin w piłce nożnej kobiet – kobieca piłkarska reprezentacja Chińskiej Republiki Ludowej. Największym sukcesem reprezentacji jest I miejsce w pucharze Azji w 1986, 1989, 1991, 1993, 1995, 1997, 1999, 2006 i 2022 roku oraz II miejsce na Mistrzostwach Świata 1999.

## Udział w turniejach międzynarodowych

### Mistrzostwa Świata
Chińskiej drużynie 8 razy udało się zakwalifikować do finałów MŚ.
| Rok   | Runda                   | M                       | W                       | R                       | P                       | GZ                      | GS                      |
| ----- | ----------------------- | ----------------------- | ----------------------- | ----------------------- | ----------------------- | ----------------------- | ----------------------- |
| 1991  | Ćwierćfinał             | 4                       | 2                       | 1                       | 1                       | 10                      | 4                       |
| 1995  | IV miejsce              | 6                       | 2                       | 2                       | 2                       | 11                      | 10                      |
| 1999  | II miejsce              | 6                       | 5                       | 1                       | 0                       | 19                      | 2                       |
| 2003  | Ćwierćfinał             | 4                       | 2                       | 1                       | 1                       | 3                       | 2                       |
| 2007  | Ćwierćfinał             | 4                       | 2                       | 0                       | 2                       | 5                       | 7                       |
| 2011  | Nie zakwalifikowały się | Nie zakwalifikowały się | Nie zakwalifikowały się | Nie zakwalifikowały się | Nie zakwalifikowały się | Nie zakwalifikowały się | Nie zakwalifikowały się |
| 2015  | Ćwierćfinał             | 5                       | 2                       | 1                       | 2                       | 4                       | 4                       |
| 2019  | 1/8 finału              | 4                       | 1                       | 1                       | 2                       | 1                       | 3                       |
| 2023  | Faza Grupowa            | 3                       | 1                       | 0                       | 2                       | 2                       | 7                       |
| Razem | 8/9                     | 36                      | 17                      | 7                       | 12                      | 55                      | 39                      |

### Igrzyska Olimpijskie
Chińskiej drużynie 6 razy udało się zakwalifikować do Igrzysk Olimpijskich.
| Rok   | Runda                   | M                       | W                       | R                       | P                       | GZ                      | GS                      |
| ----- | ----------------------- | ----------------------- | ----------------------- | ----------------------- | ----------------------- | ----------------------- | ----------------------- |
| 1996  | II miejsce              | 5                       | 3                       | 1                       | 1                       | 11                      | 5                       |
| 2000  | Faza grupowa            | 3                       | 1                       | 1                       | 1                       | 5                       | 4                       |
| 2004  | Faza grupowa            | 2                       | 0                       | 1                       | 1                       | 1                       | 9                       |
| 2008  | Ćwierćfinał             | 4                       | 2                       | 1                       | 1                       | 5                       | 4                       |
| 2012  | Nie zakwalifikowały się | Nie zakwalifikowały się | Nie zakwalifikowały się | Nie zakwalifikowały się | Nie zakwalifikowały się | Nie zakwalifikowały się | Nie zakwalifikowały się |
| 2016  | Ćwierćfinał             | 4                       | 1                       | 1                       | 2                       | 2                       | 4                       |
| 2020  | Faza grupowa            | 3                       | 0                       | 1                       | 2                       | 6                       | 17                      |
| 2024  | Nie zakwalifikowały się | Nie zakwalifikowały się | Nie zakwalifikowały się | Nie zakwalifikowały się | Nie zakwalifikowały się | Nie zakwalifikowały się | Nie zakwalifikowały się |
| 2028  | Do ustalenia            | Do ustalenia            | Do ustalenia            | Do ustalenia            | Do ustalenia            | Do ustalenia            | Do ustalenia            |
| 2032  | Do ustalenia            | Do ustalenia            | Do ustalenia            | Do ustalenia            | Do ustalenia            | Do ustalenia            | Do ustalenia            |
| Razem | 6/8                     | 21                      | 7                       | 6                       | 8                       | 30                      | 43                      |

### Mistrzostwa Azji
Chińskiej drużynie 15 razy udało się zakwalifikować do finałów Pucharu Azji.
| Rok   | Runda             | M                 | W                 | R                 | P                 | GZ                | GS                |
| ----- | ----------------- | ----------------- | ----------------- | ----------------- | ----------------- | ----------------- | ----------------- |
| 1975  | Nie uczestniczyły | Nie uczestniczyły | Nie uczestniczyły | Nie uczestniczyły | Nie uczestniczyły | Nie uczestniczyły | Nie uczestniczyły |
| 1977  | Nie uczestniczyły | Nie uczestniczyły | Nie uczestniczyły | Nie uczestniczyły | Nie uczestniczyły | Nie uczestniczyły | Nie uczestniczyły |
| 1979  | Nie uczestniczyły | Nie uczestniczyły | Nie uczestniczyły | Nie uczestniczyły | Nie uczestniczyły | Nie uczestniczyły | Nie uczestniczyły |
| 1981  | Nie uczestniczyły | Nie uczestniczyły | Nie uczestniczyły | Nie uczestniczyły | Nie uczestniczyły | Nie uczestniczyły | Nie uczestniczyły |
| 1983  | Nie uczestniczyły | Nie uczestniczyły | Nie uczestniczyły | Nie uczestniczyły | Nie uczestniczyły | Nie uczestniczyły | Nie uczestniczyły |
| 1986  | I miejsce         | 4                 | 4                 | 0                 | 0                 | 23                | 0                 |
| 1989  | I miejsce         | 5                 | 5                 | 0                 | 0                 | 16                | 2                 |
| 1991  | I miejsce         | 5                 | 5                 | 0                 | 0                 | 29                | 1                 |
| 1993  | I miejsce         | 5                 | 4                 | 1                 | 0                 | 20                | 2                 |
| 1995  | I miejsce         | 5                 | 5                 | 0                 | 0                 | 46                | 0                 |
| 1997  | I miejsce         | 5                 | 5                 | 0                 | 0                 | 39                | 1                 |
| 1999  | I miejsce         | 6                 | 6                 | 0                 | 0                 | 47                | 2                 |
| 2001  | III miejsce       | 5                 | 4                 | 0                 | 1                 | 40                | 3                 |
| 2003  | II miejsce        | 5                 | 4                 | 0                 | 1                 | 33                | 3                 |
| 2006  | I miejsce         | 5                 | 3                 | 1                 | 1                 | 7                 | 3                 |
| 2008  | II miejsce        | 5                 | 3                 | 0                 | 2                 | 10                | 5                 |
| 2010  | IV miejsce        | 5                 | 2                 | 1                 | 2                 | 6                 | 3                 |
| 2014  | III miejsce       | 5                 | 3                 | 1                 | 1                 | 13                | 3                 |
| 2018  | III miejsce       | 5                 | 4                 | 0                 | 1                 | 19                | 5                 |
| 2022  | I miejsce         | 5                 | 4                 | 1                 | 0                 | 19                | 5                 |
| Razem | 15/19             | 75                | 61                | 5                 | 9                 | 367               | 38                |

## Skład
Aktualny skład dostępny jest na stronie internetowej soccerdonna.de